# 11295 Gustaflarsson
11295 Gustaflarsson este un asteroid din centura principală de asteroizi.

## Descriere
11295 Gustaflarsson este un asteroid din centura principală de asteroizi. A fost descoperit pe 8 martie 1992 la Observatorul La Silla în cadrul programului UESAC. Asteroidul prezintă o orbită caracterizată de o semiaxă mare de 3,21 ua, o excentricitate de 0,19 și o înclinație de 1,7° în raport cu ecliptica.